# 金家铺镇
金家铺镇，是中华人民共和国湖北省黄冈市英山县下辖的一个乡镇级行政单位。

## 行政区划
金家铺镇下辖以下地区：
龙潭河村、金家冲村、杨河村、东冲坳村、团练冲村、乐家冲村、八里山村、龙珠村、傅家桥村、花桥河村、扁石畈村、夹铺村、茶园村、六口塘村、汪家河村、双龙庙村、李家山村、江家冲村、三水田村、土地岗村、马家垱村、李家河村、福堂畈村、黄林冲村、象鼻咀村、铁炉冲村和芦花尖村。